# Žiljevo
Žiljevo je naseljeno mjesto u općini Nevesinje, Republika Srpska, BiH.

## Povijest
U Žiljevu je postojala katolička zajednica. Drugi svjetski rat bio je vrlo tegobno razdoblje za Hrvate nevesinjskog kraja. Mnogi su otišli, već 1941. planištarima je opao broj, a kobne 1942. slijedi krvavo opadanje i propadanje. Već od siječnja četnički pohodi okrvavili su Neretvu, u koje su četnici u prvom pohodu bacali ljude, žene i djecu, ubijene i žive koje su onda s obale puškom gađali. Preživjele su spasili muslimani kroz čija ih je sela Neretva nosila. Zbog višekratnog četničkoga koljačkog pohoda nevesinjska župa izgubila je oko 300 članova. U poraću je val iseljavanja zahvatio čitav ovaj kraj, no odseljenici su održavali cijelo vrijeme vezu s rodnim krajem.  Poslije drugog svjetskog rata nestali su katolici iz Žiljeva.

## Stanovništvo

### Popisi 1961. – 1991.
| Žiljevo            |              |              |              |              |
| godina popisa      | 1991.        | 1981.        | 1971.        | 1961.        |
| Srbi               | 309 (87,04%) | 268 (81,96%) | 277 (83,94%) | 276 (84,40%) |
| Muslimani          | 45 (12,68%)  | 50 (15,29%)  | 49 (14,85%)  | 6 (1,83%)    |
| Hrvati             | 0            | 5 (1,52%)    | 4 (1,21%)    | 8 (2,45%)    |
| Jugoslaveni        | 1 (0,28%)    | 4 (1,22%)    | 0            | 37 (11,31%)  |
| ostali i nepoznato | 0            | 0            | 0            | 0            |
| ukupno             | 355          | 327          | 330          | 327          |

### Popis 2013.
| Kruševljani        |              |
| godina popisa      | 2013.        |
| Srbi               | 472 (98,74%) |
| Hrvati             | 2 (0,42%)    |
| Bošnjaci           | 1 (0,21%)    |
| ostali i nepoznato | 3 (0,63%)    |
| ukupno             | 478          |

## Spomenici i znamenitosti
Uz Žiljevo se nalazi nekropola stećaka.